# جنک گونن
جنک گونن (انگلیسی: Cenk Gönen؛ زادهٔ ۲۱ فوریهٔ ۱۹۸۸) بازیکن فوتبال اهل ترکیه است.
از باشگاه‌هایی که در آن بازی کرده‌است می‌توان به باشگاه فوتبال آلتای اسپور، باشگاه فوتبال گالاتاسرای، باشگاه فوتبال دنیزلی اسپور، و باشگاه فوتبال بشیکتاش اشاره کرد.
وی همچنین در تیم‌های ملی فوتبال Turkey national under-17 football team، زیر ۲۱ سال ترکیه، Turkey A2 national football team، و ترکیه بازی کرده‌است.